# Palazzo Mezzopreti
Palazzo Mezzopreti è uno storico edificio di Pescara, sede del Conservatorio Luisa D'Annunzio.

## Storia

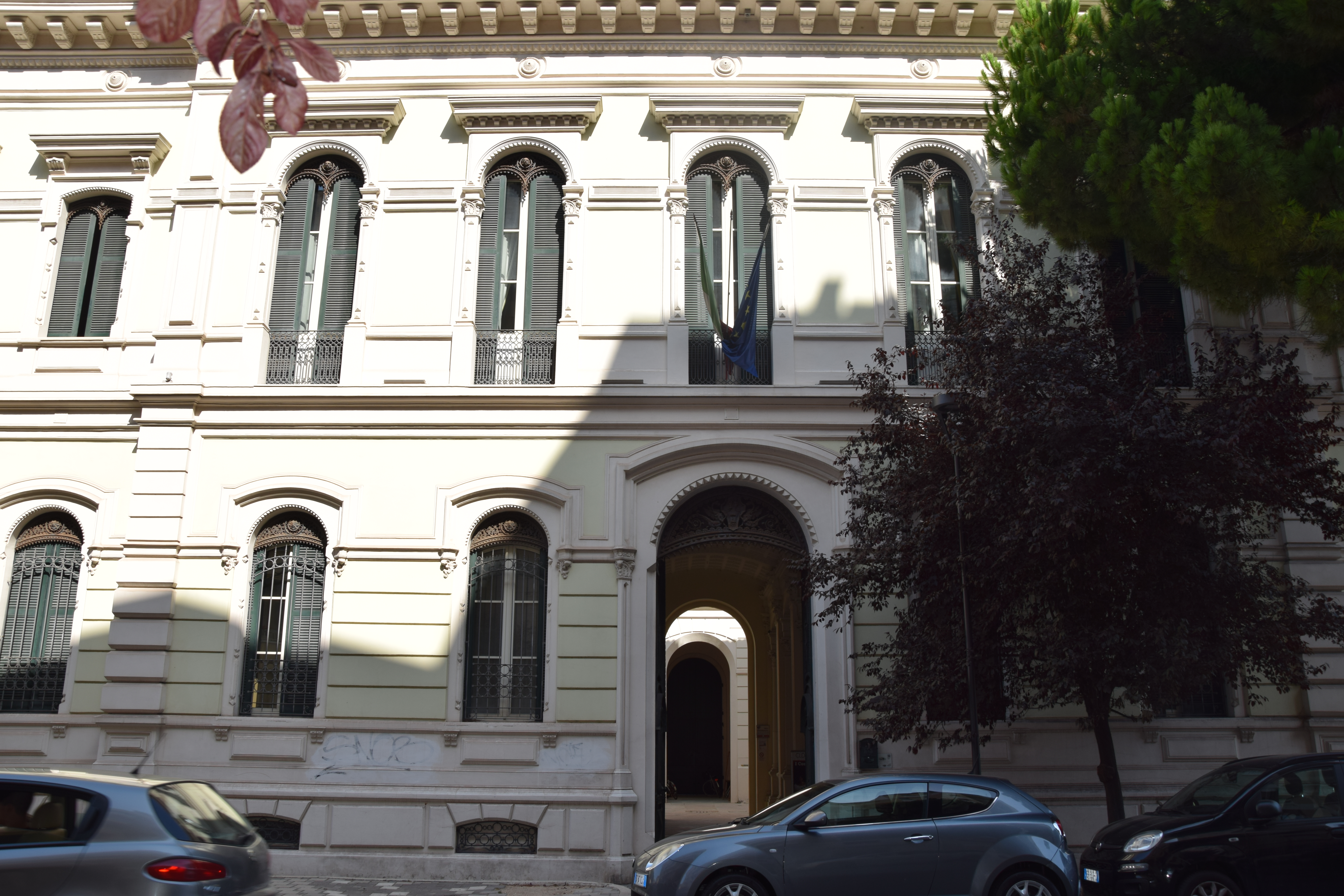
L'ingresso del palazzo

La costruzione, datata 1890, era stata realizzata come residenza estiva della famiglia aristocratica Mezzopreti-Gomez che negli anni Sessanta la trasformò suddividendola in diversi appartamenti, alcuni dei quali vennero affittati al conservatorio di musica (dal 1969 al 1985), che continua ad occupare l'edificio unitamente all'adiacente palazzo dell'ex comune di Castellammare Adriatico.

## Descrizione
Il palazzo ha pianta rettangolare divisa in tre livelli da cornici marcapiano. La parte principale di accesso ha dei robusti archi a tutto sesto, mentre il finestrato dei vari settori è molto semplice, con delle balaustre superiori come cornice. L'insieme è in puro stile neoclassico, intonacato di bianco.